# Christian Hertweck
Christian Hertweck (* 1. Oktober 1969 in Bonn) ist ein deutscher Chemiker, Leiter der Abteilung Biomolekulare Chemie am Leibniz-Institut für Naturstoff-Forschung und Infektionsbiologie – Hans-Knöll-Institut (HKI) und Universitätsprofessor für Naturstoffchemie an der Friedrich-Schiller-Universität Jena.

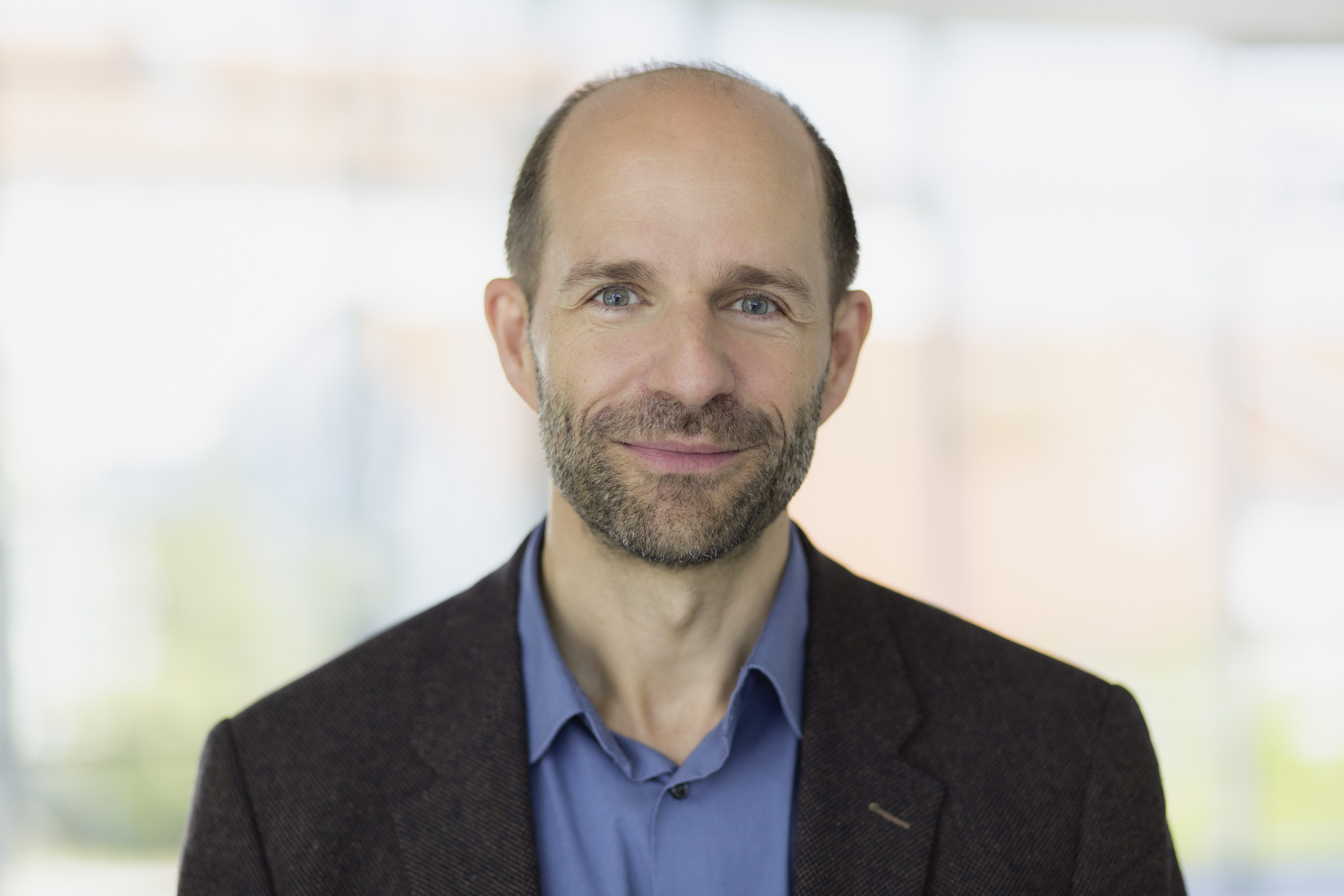
Christian Hertweck, 2014

## Werdegang
Hertweck studierte Chemie an der Universität Bonn und promovierte 1996–1999 bei Wilhelm Boland am Max-Planck-Institut für chemische Ökologie. Nach einem Forschungsaufenthalt (1999–2000) bei Heinz G. Floss und Bradley S. Moore an der University of Washington, Seattle, USA, gefördert durch ein Feodor Lynen-Forschungsstipendium für Postdoktoranden (Alexander-von-Humboldt-Stiftung), begann er eigenständige Arbeiten als Leiter einer Nachwuchsgruppe am Hans-Knöll-Institut (2001–2005), die zu einer Habilitation (venia legendi) für Organische Chemie an der FSU Jena führten. Seit 2006 ist er Professor an der Friedrich-Schiller-Universität Jena (Lehrstuhl Naturstoffchemie) und Leiter der Abteilung Biomolekulare Chemie am Leibniz-Institut für Naturstoff-Forschung und Infektionsbiologie; von 2008 bis 2023 war er stellvertretender Institutsdirektor.

## Arbeitsgebiet
Zusammen mit einem interdisziplinären Team bearbeitet er Forschungsprojekte im Grenzbereich zwischen Chemie und Biologie. Im Fokus stehen Naturstoffe, die von Bakterien und Pilzen produziert werden. Ziel der Forschung ist es, pharmakologisch relevante Stoffe zu identifizieren und zu verstehen, wie diese in Mikroorganismen gebildet werden. Zur Auffindung von neuen Wirkstoffen werden vorrangig genetische Methoden eingesetzt (genome mining). Um die Strukturen von Naturstoffen abzuwandeln, setzt seine Arbeitsgruppe neben synthetischen und enzymatischen Methoden auch die Biokombinatorik ein, bei der Gene von Wirkstoffproduzenten abgewandelt oder neu kombiniert werden.
Christian Hertweck ist Coautor von über 400 Publikationen und Aufsätzen in wissenschaftlichen Fachzeitschriften, mehreren Buchkapiteln und zahlreichen Patenten. Für seine Forschungen zu bioaktiven Naturstoffen aus Mikroorganismen ist er 2015 mit dem Leibniz-Preis der Deutschen Forschungsgemeinschaft ausgezeichnet worden.

## Auszeichnungen
- 1999 Feodor-Lynen-Stipendium der Alexander-von-Humboldt-Stiftung
- 2005 Thüringer Forschungspreis (Kategorie Grundlagenforschung)
- 2005 Nachwuchswissenschaftler-Preis für Naturstoff-Forschung der DECHEMA
- 2005 Wissenschaftspreis für Lebenswissenschaften und Physik des Beutenberg Campus Jena e.V.
- 2006 Förderpreis der Dr. Otto Röhm Gedächtnisstiftung
- 2011 NPR Lecture Award der Royal Society of Chemistry
- 2014 Wilhelm-Manchot-Forschungsprofessur
- 2015 David Gottlieb Lecture Award
- 2015 Gottfried-Wilhelm-Leibniz-Preis
- 2020 Inhoffen-Medaille
- 2021 Ernst-Jung-Preis
- 2024 ERC Advanced Grant

## Ämter und Mitgliedschaften
- Mitglied der Deutschen Akademie der Naturforscher Leopoldina (seit 2015)[4]
- Vorstand Exzellenzcluster „Balance of the Microverse“ (seit 2018)
- Sprecher des Sonderforschungsbereichs  ChemBioSys (SFB 1127) (seit 2014)
- Beirat der DECHEMA-Fachgruppe Niedermolekulare Naturstoffe mit biologischer Aktivität (seit 2014)
- Mitglied des Editorial Boards, Bioorganic Chemistry (2013–2018)
- Editor, Cell Chemical Biology (früher: Chemistry & Biology) (2012–2017)
- Mitglied der Faculty of 1000 (2012–2017)
- Mitglied des Editorial Boards, Organic and Biomolecular Chemistry (2011–2017)
- Mitglied des Editorial Boards, Journal of Antibiotics (seit 2011)
- Mitglied des Editorial Boards, ChemBioChem (seit 2010)
- Mitglied des Editorial Boards, Chemistry & Biology (2009–2012)
- Mitglied der International Leibniz Research School for Microbial and Biomolecular Interactions (ILRS)
- Mitglied der Exzellenz-Graduiertenschule Jena School for Microbial Communication (JSMC) (seit 2007)
- Mitglied der Vereinigung für Allgemeine und Angewandte Mikrobiologie (VAAM) (seit 2005)
- Vorbereitungskreis der Irseer Naturstoff-Tagung (seit 2003)
- Gründungsmitglied Zukunftsforum Biotechnologie der DECHEMA (2002)
- Mitglied der DECHEMA Gesellschaft für Chemische Technik und Biotechnologie e.V. (seit 2002)
- Mitglied der Gesellschaft Deutscher Chemiker (GDCh) (seit 2001)